# Thurland Castle
Thurland Castle är ett slott i Storbritannien.   Det ligger i grevskapet Lancashire och riksdelen England, i den centrala delen av landet, 300 km nordväst om huvudstaden London. Thurland Castle ligger 39 meter över havet.
Terrängen runt Thurland Castle är kuperad åt nordost, men åt sydväst är den platt. Thurland Castle ligger nere i en dal. Runt Thurland Castle är det ganska tätbefolkat, med 155 invånare per kvadratkilometer. Närmaste större samhälle är Morecambe, 19,5 km sydväst om Thurland Castle. Trakten runt Thurland Castle består i huvudsak av gräsmarker.